# Batalha de Taillebourg

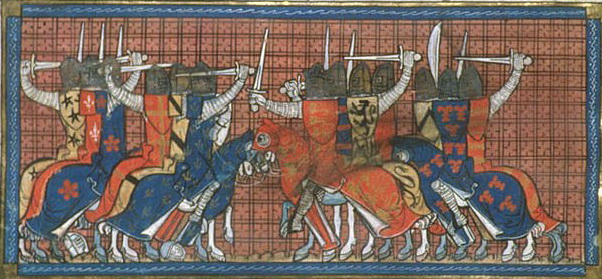
Batalha entre os franceses (Luís IX) e os ingleses (Henrique III). (Biblioteca Britânica, Royal 16 G VI f. 399)

A Batalha de Taillebourg, uma grande batalha medieval travada em julho de 1242, foi o compromisso decisivo da Guerra de Saintonge. Ele opôs um exército capetíngio francês sob o comando do rei Luís IX, também conhecido como São Luís, e seu irmão mais novo Afonso de Poitiers, contra as forças lideradas pelo rei Henrique III da Inglaterra, seu irmão Ricardo da Cornualha e seu padrasto Hugo X de Lusignan.
A batalha foi travada na ponte construída sobre o rio Charente, um ponto de importância estratégica na rota entre o norte e o sul da França. Mais tarde, foi combatido perto da cidade de Saintes. De acordo com Charles Oman; os ingleses e seus aliados foram derrotados e forçados a fazer a paz, mas o rei da França contentou-se em deixar as coisas como estavam antes da guerra.  A batalha acabou com a revolta de Poitevin e marcou o fim das esperanças de Henrique III de restaurar o Império Angevino, que havia desmoronado durante o reinado de seu pai.

## Prelúdio
Pelos termos de seu testamento, Luís VIII havia dado o título de Conde de Poitou a seu filho mais novo, Afonso. Em junho de 1241, Luís IX realizou uma corte plenária em Saumur em Anjou e anunciou que Afonso, tendo atingido a maioridade, estava pronto para entrar em posse. Muitos nobres da Aquitânia frequentaram a corte, entre eles Isabel de Angoulême e seu marido, o conde de La Marche, Hugo de Lusignan.
Após a reunião em Saumur, Luís foi para Poitiers para instalar seu irmão cerimonialmente como Conde de Poitiers. Os Lusignans eram firmemente contra a autoridade capetiana na região. Isabel ficou particularmente frustrada por seu filho, o Conde da Cornualha e irmão do rei Henrique III da Inglaterra, não ter recebido o título em Poitiers. Pouco depois de sua chegada a Poitiers, Luís soube que Hugo, conde de La Marche, havia reunido um exército na cidade vizinha de Lusignan. As conversas entre Luís e Afonso e Hugo e Isabel não resolveram a disputa.
Em abril de 1242, Luís reuniu uma força em Chinon que alguns contemporâneos estimaram em cerca de 50 000 homens (mas credivelmente estimada em 25 000 homens pelos historiadores modernos). Eles capturaram uma multidão de castelos rebeldes. Em 20 de maio, o rei Henrique III da Inglaterra chegou a Royan e se juntou aos nobres franceses rebeldes, formando um exército que estima ser de cerca de 30 000 homens, e que variou em tipos de unidade. Os dois reis trocaram cartas, mas estas nada resolveram. A batalha-chave aconteceria em Taillebourg, um local estratégico perto de uma ponte-chave sobre o Charente, que marcava a fronteira dos territórios em disputa.

## Primeira fase

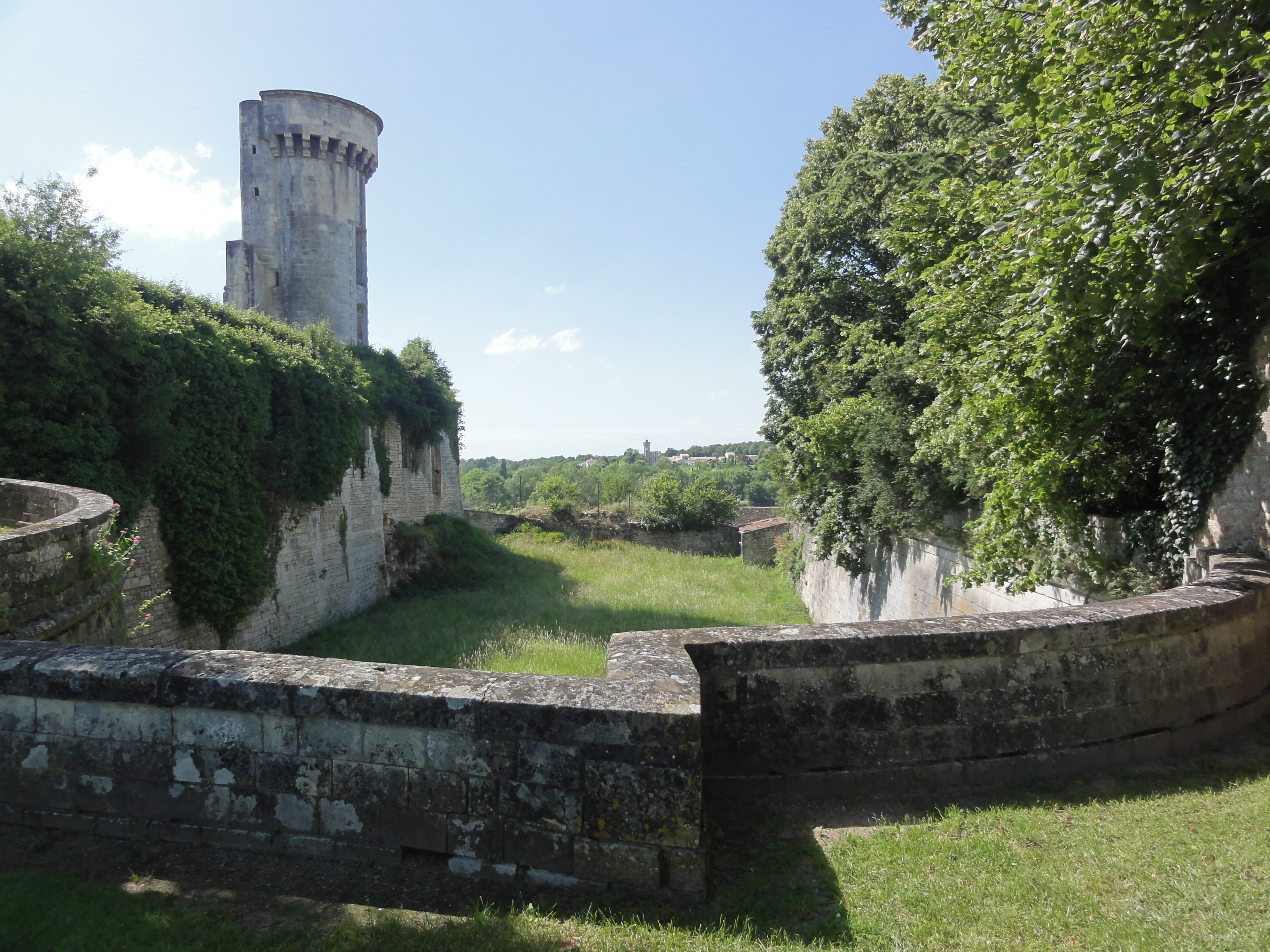
O Château de Taillebourg, com a torre com vista para a ponte sobre o rio Charente.

Em 21 de julho, os dois exércitos se enfrentaram do outro lado da ponte. O rei da França e o conde de Poitiers foram instalados no Château de Taillebourg, que tinha vista para a ponte sobre o Charente, uma passagem estratégica entre Saint-Jean-d'Angély e Poitou no norte e entre Saintes e a Aquitânia no sul. O rei da Inglaterra e o conde de La Marche montaram seu exército conjunto no lado oposto do rio.
Determinados a tomar a ponte, os ingleses e os rebeldes iniciaram o confronto e atacaram as posições francesas. A batalha terminou com uma enorme carga de cavalaria por cavaleiros franceses, que saíram do castelo e perseguiram seus adversários, que foram obrigados a fugir para Saintes.

## Segunda fase
Após o revés no compromisso inicial, que permitiu aos franceses controlar a ponte estratégica, Henrique e Hugo fugiram individualmente para Saintes e, em seguida, para a Gasconha, deixando o exército aliado sem liderança. Em 22 de julho, uma batalha de campo ocorreu ao norte de Saintes. Seguiu-se uma prolongada luta corpo a corpo e os ingleses foram mais uma vez completamente derrotados. Estas duas ações constituíram a Batalha de Taillebourg.

## As consequências

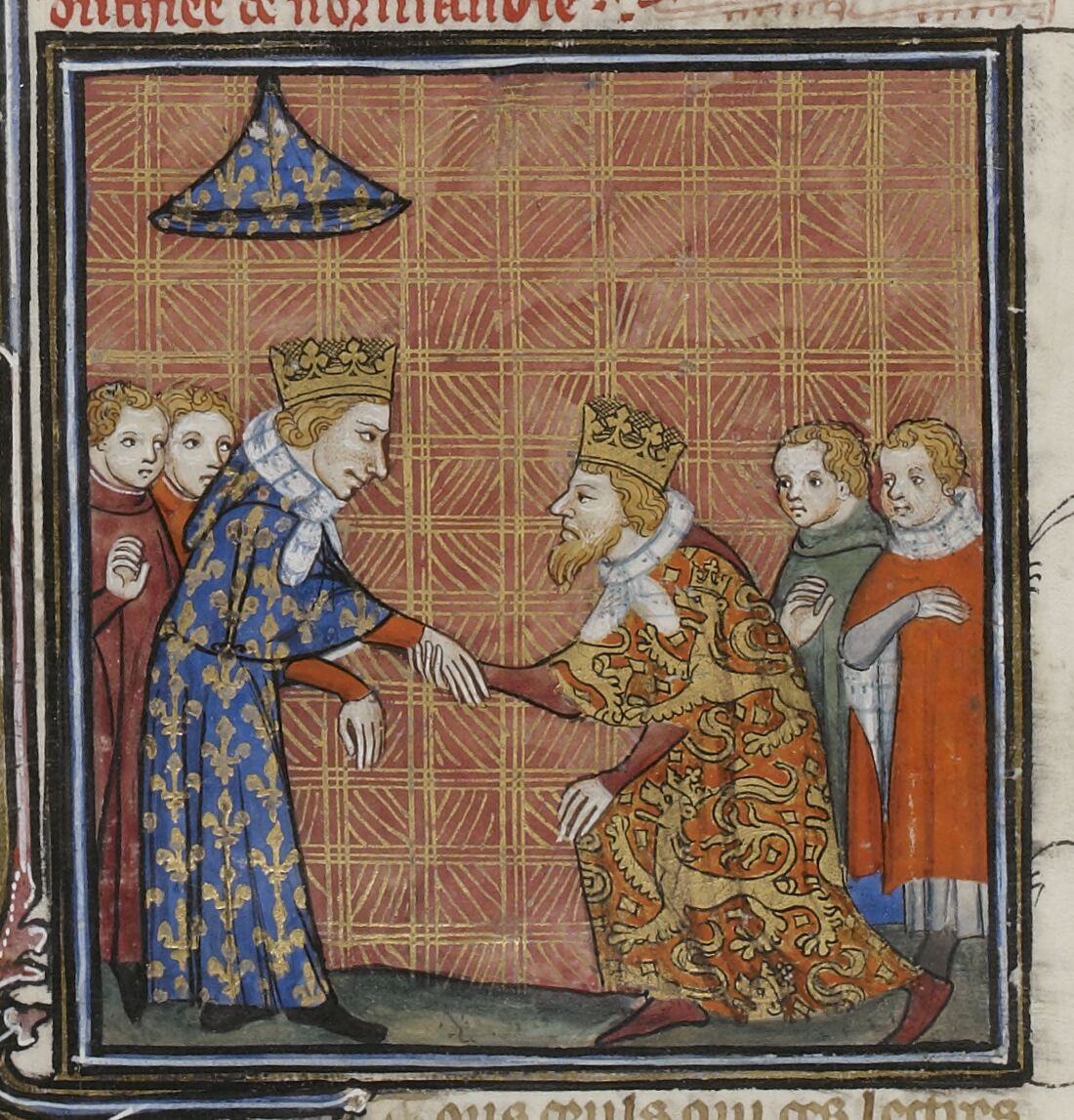
Henrique III presta homenagem a Luís IX.

Luís continuou a perseguir as tropas inglesas, capturando muitos prisioneiros, até chegar à cidade de Saintes. Após um breve cerco, as chaves da cidade foram entregues a Luís pelos cidadãos. Henrique tentou uma última vez impedir uma tomada completa de suas terras na Aquitânia e na Gasconha, organizando o bloqueio de La Rochelle por mar. No entanto, o bloqueio falhou junto com a tentativa de reconstruir um exército e construir uma aliança com outros monarcas europeus. Em janeiro de 1243, Henrique enviou uma carta a Frederico II, Sacro Imperador Romano-Germânico, a quem ele havia feito um pedido de aliança anteriormente, anunciando o fim de suas esperanças de retomar suas possessões na França. Em 12 de março, Henrique foi forçado a pedir a Luís uma trégua de cinco anos.
A trégua foi assinada em Pons, em 1º de agosto. Uma paz mais duradoura foi concluída em Paris, em 4 de dezembro de 1259, em meio à ameaça de uma segunda guerra do Barão na Inglaterra. O rei da França devolveu Guyenne a Henrique como um gesto nobre e para buscar mais paz para que ele pudesse ir em uma cruzada. Embora se tivesse escolhido, ele poderia ter forçado Henrique a entregar Bordeaux e Guyenne, as últimas possessões da coroa inglesa além dos mares.
O estabelecimento da revolta feudal foi menos vantajoso para Hugo de Lusignan. Seus castelos de Poitevin foram confiscados, rearmados e vendidos por Afonso de Poitiers. Sua filha Isabel de Lusignan casou-se com seu inimigo Godofredo de Rancon, senhor de Gençay, em 1250, que reconstruiu seu castelo com o dote.